# 黎景嵩
黎景嵩，臺灣民主國乙未戰爭領導人之一、清朝官員，湖南湘阴人。

## 生平
黎景崧曾擔任清朝福建龍巖州知州、霞浦县知县以及末代臺灣知府、欽加四品銜台灣府正堂總理中路營務處。乙未戰爭時，因違背朝廷命令留在臺灣領導新楚軍抵抗日本接收，遭清廷革職。抗日戰敗自殺獲救後，於張之洞幕府擔任幕僚，晚年著有《臺海思痛錄》，署名「思痛子」，以記其事並抒發失臺之痛。